# マンハッタンの通りの一覧
マンハッタンの通りの一覧は、マンハッタン島を東西に走る数字名の通り（日本語で「数字＋丁目」や「数字＋番通り」と訳されるStreet（ストリート）, St.などと略す街路）の一覧である。

## 概要
主要な通りは、その詳細記事（主に英語）へのリンクが貼られている。それ以外の通りについては、この記事へ情報を記載する。
これらの通りは、正確に東西方向へ走っている訳ではなく、ハドソン川とおよそ並行するように作られている。その東西方向は、西側が北へ約29°ずれている。
これら○○丁目と呼ばれる数字名の通りに沿って東西方向に走るバス（マンハッタン#バス）・地下鉄などの交通はクロスタウン・トラフィックと呼ばれる。一般的に、偶数番号の通りは東行きの一方通行となっており、奇数番号の通りは西行きの一方通行となっている。いくつかの例外の通りは、この逆向きの進行方向となっている。さらに、14丁目、23丁目、34丁目、42丁目、57丁目、72丁目、79丁目、86丁目、96丁目、106丁目、116丁目、125丁目、135丁目、145丁目、155丁目は、他の数字名の通りより広く作られており、東西両方向通行となっている（これらの通りに加えて、セントラルパーク・サウスの59丁目とセントラルパーク・ノースの110丁目も東西両方向通行。）。
これらの通りは、8丁目より下の場合はブロードウェイを境に、8丁目より上の場合は5番街を境に東西に分けられる。例えば、10丁目の場合は5番街を境に、東10丁目 (East 10th Street) および西10丁目 (West 10th Street) となる。
数字名の通りはイースト・ヴィレッジのイースト・ハウストン・ストリートのすぐ北の通りから1丁目が始まり、そこから北へ向かって次の通りごとに丁番号が1ずつ増えて行く。しかし、その西方向のグリニッジ・ヴィレッジへは数字名の通りはあまり延長していない。これは、その地域の通りは1811年委員会計画によって策定された区画計画の時点ですでに存在していたためである。グリニッジ・ヴィレッジへと延伸している数字名の通りも、グリニッジ・ヴィレッジに入るとハドソン川に到達する前に方向を変える。14丁目から上の通りは完全にマンハッタン島を東西に貫いている。（13丁目の時点でほぼ道が曲がらずにマンハッタン島を東西に貫いているが、8番街と出会うと少し道が北へ曲がる。）
マンハッタン島で最も高い数字の通りは220丁目（マーブル・ヒルを含むマンハッタン区では228丁目）であるが、ブロンクス区へ入ってもその数字は継続されて263丁目までいく。

## 詳細

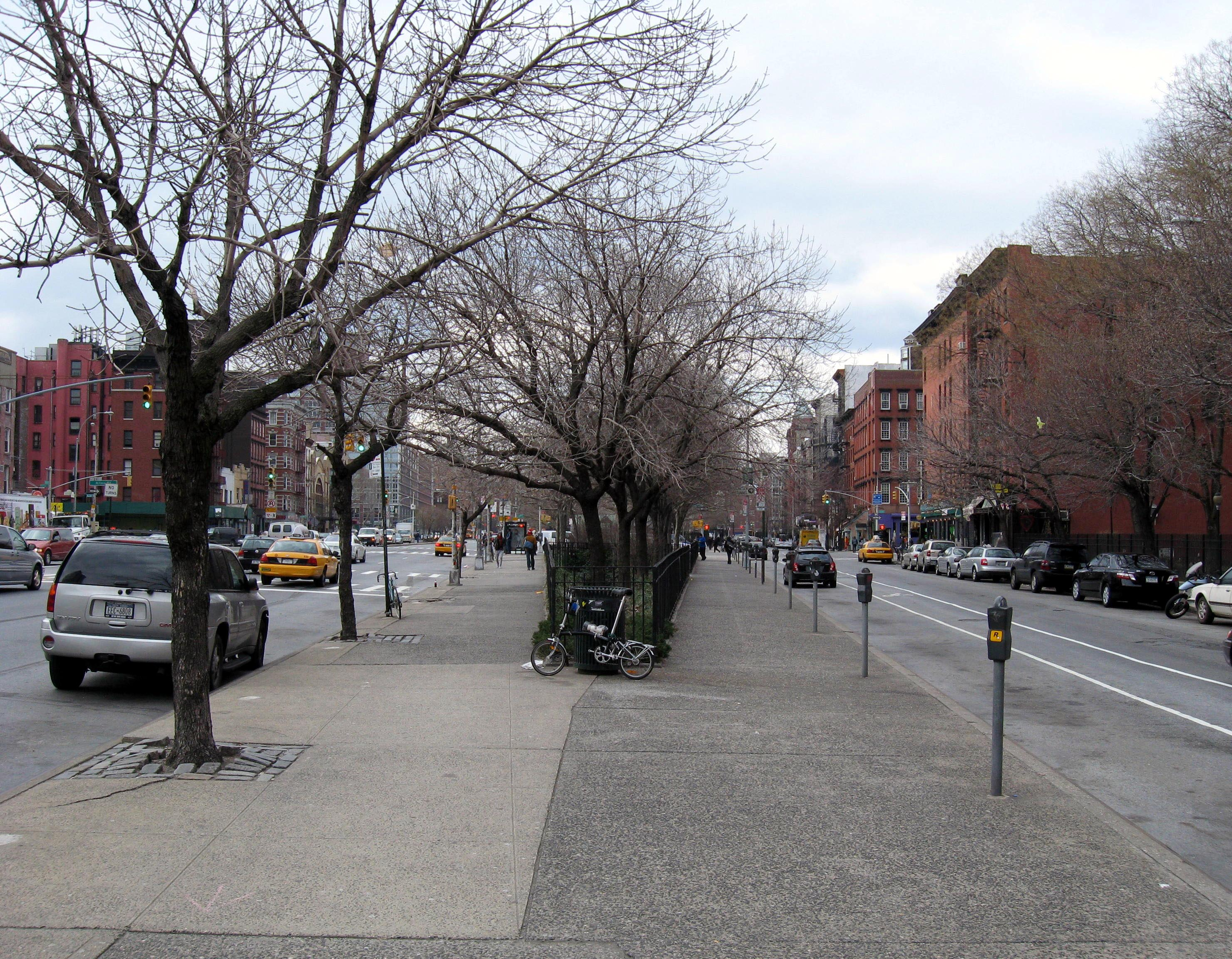
左がハウストン・ストリートとペレツ・スクエア；右が1丁目

### 1丁目から7丁目
東1丁目は イースト・ハウストン・ストリートのすぐ北のアベニューAの地点から始まりバワリーまで続く。ペレツ・スクエアは小さな三角形の公園で、ハウストン・ストリートと1丁目と1番街が交差してできた隙間にある。
東2丁目から5丁目と7丁目の東端はアベニューDであるが、東1丁目の東端は上述のようにアベニューAであり、東6丁目の東端はFDRドライブに接続されている。
1, 2, 5, 6, 7丁目の西端はバワリー／3番街だが、3丁目（かつてのAmity Place）は6番街まで、4丁目はウエスト・ストリートまで、それぞれ西および北へグリニッジ・ヴィレッジまで伸びている。グレート・ジョンズ・ストリートは東3丁目と西3丁目へ接続されている。
東5丁目は三つに分断されている。一つ目はアベニューDからアベニューC、二つ目がアベニューBからアベニューA、そして三つ目が1番街からクーパー・スクエアの区間である。
東6丁目の1番街と2番街の間には多くのインド料理レストランが位置しており、カレー・ロウ (Curry Row) とよばれている。

#### 通りの長さ
| 通り  | 始点                                   | 終点                      | 長さ        |
| 1丁目 | アベニューA／ 東ハウストン・ストリート | バワリー                  | 0.6 km/0.4m |
| 2丁目 | アベニューD／ 東ハウストン・ストリート | バワリー                  | 1.3 km/0.8m |
| 3丁目 | アベニューD                            | バワリー                  | 1.3 km/0.8m |
| 4丁目 | アベニューD                            | 西13丁目                  | 3.1 km/2.0m |
| 5丁目 | アベニューD                            | クーパー・スクエア／3番街 | 1 km/0.6m   |
| 6丁目 | FDRドライブ                            | クーパー・スクエア／3番街 | 1.5 km/0.9m |
| 7丁目 | アベニューD                            | 3番街                     | 1.3 km/0.8m |

### 8丁目および9丁目
8丁目および9丁目は互いに平行に走っており、アベニューDから始まる。アベニューBの地点のトンプキンス・スクエアによって道が分断され、アベニューAからまた道が始まり、6番街まで続く。西8丁目は地元の人間にとって重要なショッピングエリアである。アベニューAと3番街の間の8丁目はセント・マークス・プレイスと呼ばれるが、下の表には名前が変わった部分の長さも含まれている。
M8 バスの路線は、アベニューAと6番街の間のを東は8丁目から西は9丁目まで運行している。

#### 通りの長さ
| 通り  | 始点        | 終点  | 長さ      |
| 8丁目 | アベニューD | 6番街 | 2 km/1.3m |
| 9丁目 | アベニューD | 6番街 | 2 km/1.3m |

### 10丁目から13丁目
10丁目はフランクリン・D・ルーズベルト・イースト・リバー・ドライブ（FDRドライブ）から始まり、11丁目および12丁目はアベニューCから始まる。6番街の西では、それらの道は約40°南へ曲がりグリニッジ・ヴィレッジの区画の通りへと接続し、ハドソン川に面したウエスト・ストリートまで続く。西4丁目は6番街で北へ曲がるので、この通りは10丁目、11丁目、12丁目および13丁目とウエスト・ヴィレッジで交差する。
M8 バスはアベニューDとアベニューAの間で10丁目を両方向に運行している。そして、ウエスト・ストリートと6番街の間が東端である。
10丁目のウエスト・ストリートからイースト川までの区間には東行きの自転車レーンがある。2009年、10丁目のアベニューAからイースト川の間の両方向の部分が自転車マークと自動車自転車共用道路標示が設置されたが、それはまだ自転車専用車線とはなっていない。西10丁目はかつてはen:Richard Amosの名前からAmos Streetと呼ばれていた。
13丁目は三つに分断されている。一つ目はアベニューCからの行き止まりで、二つ目は行き止まりからアベニューBの直前まで、そしてグリニッジ・アベニューを走る、そして三つ目は8番街から10番街の間である。

#### 通りの長さ
| 通り   | 始点                     | 終点                 | 長さ        |
| 10丁目 | FDRドライブ              | ウエスト・ストリート | 3.4 km/2.1m |
| 11丁目 | アベニューC              | ウエスト・ストリート | 2.8 km/1.9m |
| 12丁目 | アベニューC              | ウエスト・ストリート | 3.1 km/2.0m |
| 13丁目 | アベニューC              | 行き止まり           | 0.3 km/0.2m |
| 13丁目 | 行き止まり (アベニューB) | 10番街               | 3 km/1.9m   |

### 14丁目
14丁目はマンハッタンの数字名の通りのメインストリートの一つである。それはアベニューCから始まりウエスト・ストリートで終わる。その長さは3.4kmである。またその通り沿いには地下鉄の駅が6つある： 
- 1番街駅 (L トレイン)
- 3番街駅 (L トレイン)
- 14丁目 - ユニオン・スクエア（4 5 6 <6> L N Q R W トレイン)
- 14丁目（6番街線）（L F <F> M トレイン)
- 14丁目（7番街線）（1 2 3 トレイン)
- 14丁目 - 8番街（A C E L トレイン)

アベニューAおよびアベニューCからウエスト・ストリートにはM14AD バスが運行している。

### 15丁目および16丁目
15丁目はFDRドライブから始まり、16丁目はFDRドライブとアベニューCの間の真ん中の行き止まりから始まる。それらはともにアベニューC で途切れ、次に1番街からウエスト・ストリートまで続き、ユニオン・スクエアで再び途切れる。16丁目はスタイフェサント・スクエアでも一時途切れる。

#### 通りの長さ
| 通り   | 始点                     | 終点                 | 長さ        |
| 15丁目 | FDRドライブ              | アベニューC          | 0.3 km/0.2m |
| 15丁目 | 1番街                    | ウエスト・ストリート | 2.4 km/1.5m |
| 16丁目 | 行き止まり (アベニューC) | アベニューC          | 0.2 km/0.1m |
| 16丁目 | 1番街                    | ウエスト・ストリート | 2.9 km/1.8m |

### 17丁目から19丁目
17丁目、18丁目および19丁目の三つはすべて1番街から始まり11番街で終わる。
18丁目には、一つの地下鉄のローカル駅(18丁目駅)がある。これはIRTブロードウェイ-7番街線（12トレイン）のサービスである。かつてパーク・アベニュー・サウスの交差点にIRTレキシントン・アベニュー線の18丁目駅が存在した。
19丁目の10番街から11番街の間の部分では、進行方向が異なる。

#### 通りの長さ
| 通り   | 始点  | 終点   | 長さ        |
| 17丁目 | 1番街 | 11番街 | 2.6 km/1.6m |
| 18丁目 | 1番街 | 11番街 | 2.6 km/1.6m |
| 19丁目 | 1番街 | 11番街 | 2.6 km/1.6m |

### 20丁目から22丁目
20丁目はFDRドライブから始まり、21丁目および22丁目は1番街から始まる。それらは全て11番街で終わる。20丁目、21丁目および22丁目の最後のブロック（10番街から11番街）は通常の進行方向と逆向きになっている。

#### 通りの長さ
| 通り   | 始点        | 終点   | 長さ        |
| 20丁目 | FDRドライブ | 11番街 | 3.1 km/1.9m |
| 21丁目 | 1番街       | 11番街 | 2.7 km/1.6m |
| 22丁目 | 1番街       | 11番街 | 2.7 km/1.6m |

### 23丁目
23丁目は、14丁目にならぶ数字名の通りにおけるメインストリートである。FDRドライブから始まり11番街で終わる。その長さは3.1 km/1.9mである。この通りは両方向通行である。23丁目には5つの地下鉄のローカル駅がある：
- 23丁目 - パーク・アベニュー・サウスとの交差点にあるIRTレキシントン・アベニュー線（4 6 <6>トレイン）の駅
- 23丁目 - 5番街との交差点にあるBMTブロードウェイ線（N Q R Wトレイン）の駅
- 23丁目 - 6番街との交差点にあるIND6番街線（F <F> Mトレイン）の駅
- 23丁目 - 7番街との交差点にあるIRTブロードウェイ - 7番街線（12トレイン）の駅
- 23丁目 - 8番街との交差点にあるIND8番街線（A C Eトレイン）

加えて、M23 バスが23丁目沿いに走っている。

### 24丁目から26丁目
24丁目および25丁目は二つに分断されている。24丁目は1番街から始まり、25丁目はFDRドライブから始まる。それらはともにマジソン・スクエア・パークがあるためマジソン・アベニューで途切れ、25丁目は5番街から11番街まで、24丁目は5番街から12番街まで続く。
26丁目は切れ目がない。26丁目はFDRドライブに到達して方向を変え、FDRドライブと並行に30丁目まで続く。
これらの通りには地下鉄の駅はない。
24丁目の3番街とレキシントン・アベニューの間にはイースト・ビレッジまたはシティ・ホール行きのM101 (Night only), M102 and M103ルートのバス停が、11番街と12番街の間にはFDRドライブ行きのM23ルートのバス停がある。

### 27丁目

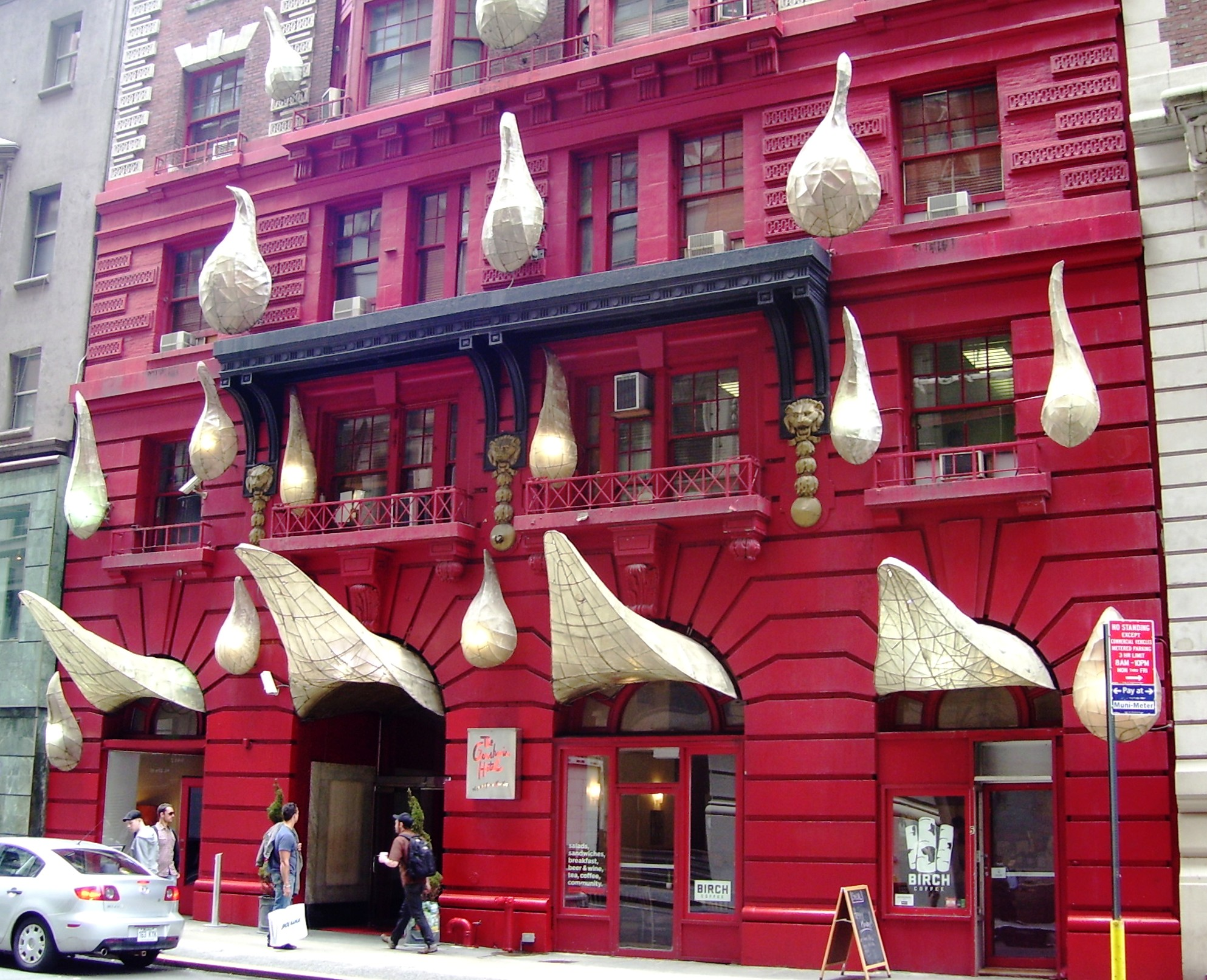
東27丁目のガーシュウィン・ホテル (Gershwin Hotel)

27丁目は2番街からウエスト・サイド・ハイウェイまで走る西向き一方通行の通りである。27丁目は8番街から9番街と10番街の間までは途切れていて、2番街から8番街の区間と9番街-10番街の間から12番街の区間に分断されている。この通りの特徴的な区間は10番街から11番街の間で、ナイトクラブやラウンジが集まっていることからクラブ・ロウ (Club Row) と呼ばれている。
有名なナイトクラブは、Marquee, en:Bungalow 8, Suzie Wong, Cain, Guesthouse, Pink Elephant, and Homeなどがある。
近年では、西27丁目のナイトクラブは同じマンハッタン内のクラブ密集地帯ミートパッキング・ディストリクト(西27丁目から約15ブロック南) や他のダウンタウンのエリアとの競争に押され気味である。
27丁目を西から東へ向かうと、10番街と9番街の間にチェルシー・パークがあり、8番街の角にはファッション工科大学 (FIT) が立地している。6番街と5番街の間でブロードウェイと交差し、5番街とマジソン街の間の区間はマジソン・スクエア・パークの1ブロック北であり、マジソン街とパーク街の間の南側には旧マディソン・スクエア・ガーデン跡地に建てられたニューヨーク・ライフ・ビルがある。これは1928年にキャス・ギルバートによって設計された、金箔が塗装されたピラミッド上の屋根を持つオフィスビルである。27丁目の東端は1番街の東側のベルビュー・ホスピタル・センター である。

#### 通りの長さ
| 通り   | 始点                | 終点                 | 長さ        |
| 24丁目 | 1番街               | マジソン・アベニュー | 0.9 km/0.6m |
| 24丁目 | 5番街               | 12番街               | 1.9 km/1.2m |
| 25丁目 | FDRドライブ         | マジソン・アベニュー | 1.2 km/0.7m |
| 25丁目 | 5番街               | 11番街               | 1.7 km/1m   |
| 26丁目 | 30丁目／FDRドライブ | 12番街               | 3.5 km/2.2m |
| 27丁目 | 2番街               | 8番街                | 1.7 km/1m   |
| 27丁目 | 9番街               | 12番街               | 0.8 km/0.5m |

### 28丁目
3つの地下鉄のローカル駅：
- 28丁目 - パーク・アベニュー・サウスにあるIRTレキシントンアベニュー線（4 6 <6>トレイン）
- 28丁目 - ブロードウェイにあるBMTブロードウェイ線（N Q R Wトレイン）
- 28丁目 - 7番街にあるIRTブロードウェイ - 7番街線（12トレイン）

補足：
- かつては6番街にPATHトレイン28丁目駅があった。

### 31丁目および32丁目

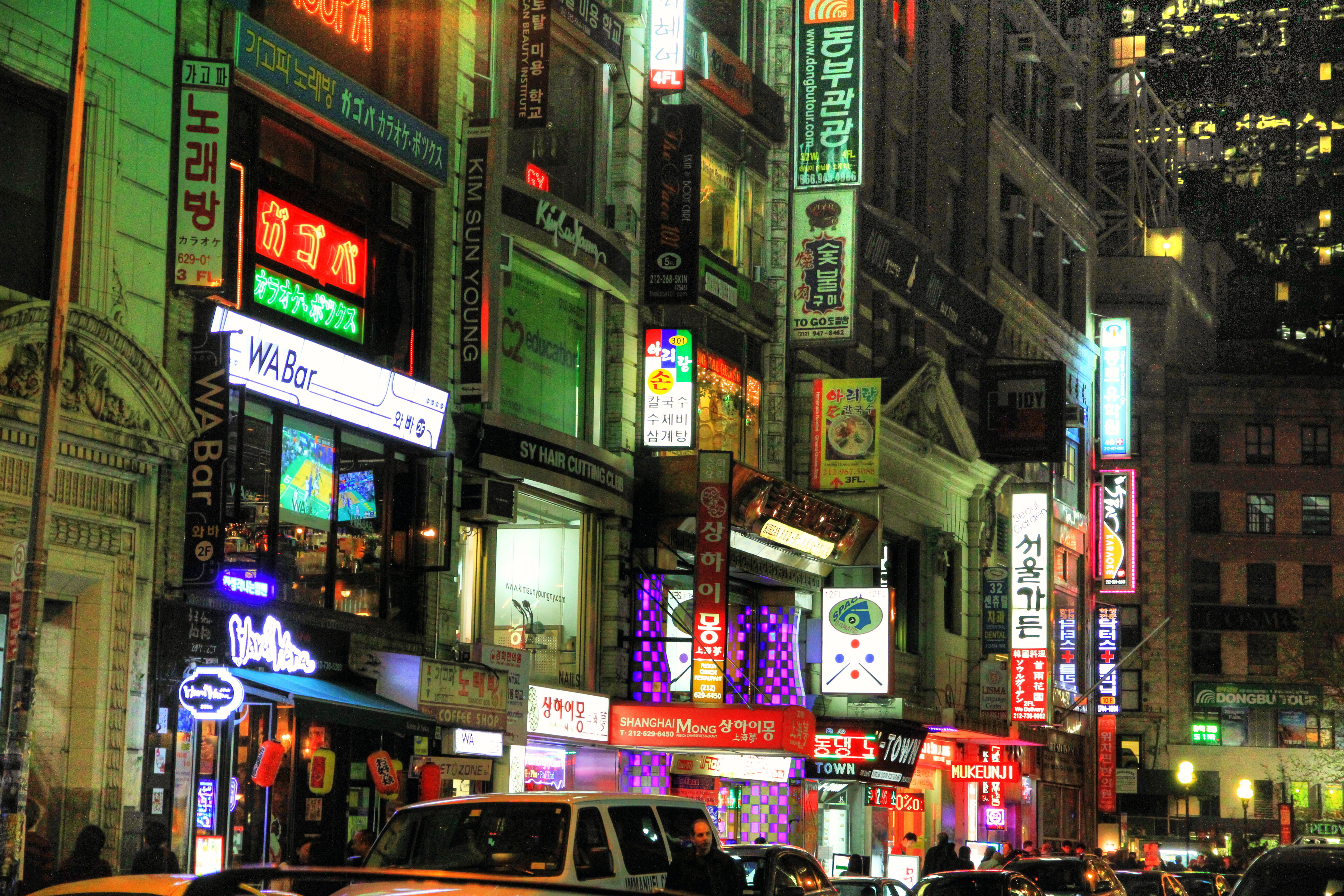
32丁目のコリア・タウン

31丁目はウエスト・ストリートのウェストサイド車両基地の地点から始まる。32丁目はペン・ステーションおよびマジソン・スクエア・ガーデンの入り口から始まり、5番街とブロードウェイの間のコリア・タウンを貫く"コリア・ウェイ"を含む。これらの通りの東端は、ともに2番街の30丁目から33丁目を占めているキップ・ベイ・タワーズおよびNYUメディカルセンター地点である。

### 33丁目
地下鉄およびPATHの駅は「34丁目 (マンハッタン)」を参照

### 58丁目
東58丁目はデザイナーズ・ウェイとして知られる。

### 59丁目
セントラルパーク・サウスとしても知られる。

### 110丁目
セントラルパーク・ノースとしても知られる。

### 135丁目
数字名の通りのメインストリートのメインストリートの一つ。
2つの地下鉄のローカル駅：
- 135丁目 - セント・ニコラス・アベニューにあるIND8番街線（A B Cトレイン）
- 135丁目 - レノックス・アベニューにあるIRTレノックスアベニュー線（2 3トレイン）

### 137丁目
1つの地下鉄のローカル駅：
- 137丁目 - ブロードウェイにあるIRTブロードウェイ - 7番街線（1トレイン）

### 148丁目
1つの地下鉄のターミナル駅：
- 148丁目 - アダム・クレイトン・パウエル・ジュニア・ブールバードにあるIRTレノックス・アベニュー線（3トレイン）

### 157丁目
1つの地下鉄のローカル駅：
- 157丁目 - ブロードウェイにあるIRTブロードウェイ-7番街線（1トレイン）

### 163丁目
1つの地下鉄のローカル駅：
- 163丁目 - アムステルダム・アベニューとセント・ニコラス・アベニューにあるIND8番街線（A Cトレイン）

### 168丁目
2つの路線が乗り入れる1つの地下鉄の駅：
- 168丁目 - ブロードウェイにあるIRTブロードウェイ - 7番街線（1トレイン）
- 168丁目 - セント・ニコラス・アベニューにあるIND8番街線（A Cトレイン）

### 175丁目
1つの地下鉄のローカル駅：
- 175丁目 - フォート・ワシントン・アベニューにあるIND8番街線（Aトレイン）

### 190丁目
1つの地下鉄のローカル駅：
- 190丁目 - フォート・ワシントン・アベニューにあるIND8番街線（Aトレイン）

### 191丁目
1つの地下鉄のローカル駅：
- 191丁目 - セント・ニコラス・アベニューのIRTブロードウェイ-7番街線（1トレイン）

### 207丁目
2つの地下鉄のローカル駅：
- 207丁目ターミナル - ブロードウェイのIND8番街線（Aトレイン）
- |207丁目 - 10番街のIRTブロードウェイ - 7番街線（1トレイン）

### 215丁目
1つの地下鉄のローカル駅：
- 215丁目 - 10番街のIRTブロードウェイ - 7番街線（1トレイン）

### 225丁目
1つの地下鉄のローカル駅
- 225丁目